# 서스펙트 제로
《서스펙트 제로》(영어: Suspect Zero)는 영국, 독일, 미국에서 제작된 E. 일라이어스 매리지 감독의 2004년 심리 스릴러 영화이다. 에런 엑하트, 벤 킹즐리, 캐리앤 모스 등이 주연으로 출연하였고, 게이 허시 등이 제작에 참여하였다.
박스 오피스 봄이 되었다. 이후 매리지는 극장용 장편 영화를 내놓지 않고 있다.

## 줄거리
댈러스 FBI 요원 토머스 매컬웨이에게 몸에 Ø(제로)가 새겨진 모습으로 살해 당한 외판원 해럴드 스펙의 사건이 배당된다. 해럴드 스펙의 단골 식당에 주차돼있던 낡은 차의 짐칸에서 비슷한 모습으로 사망한 초등학교 교사 바니 풀처의 시체가 발견된다. 차의 주인은 사회 복귀 훈련시설에서 거주해온 강박증 환자 벤저민 오라이언이었다.
한편 토머스는 연쇄 살인 용의자 레이먼드 스타키를 심문하는 과정에서 본국 송환 요청을 생략하고 멕시코 국경을 멋대로 넘은 뒤 현장에서 폭행을 가했다가 반 년간 정직 처분을 받고 뉴멕시코주 앨버커키로 좌천됐던 과거가 있었다. 이 레이먼드 스타키가 또 한 소녀를 성폭행하고 납치하려던 순간 벤저민이 그를 찾아내 죽인다. 해럴드 스펙의 다락에선 가출한 10대들의 유해가, 바니 풀처의 집에서는 9-14세 남자애들의 유해가 나온다.
사실 벤저민은 연쇄 살인범 수색을 위해 천리안 능력을 배양하는 군사 목적의 극비 정부 프로젝트 이카로스에 속해 있었다는 게 밝혀진다. 벤저민은 특히 규칙도 없고 증거도 남기지 않는 연쇄 살인범 서스펙트 제로를 쫓고 있는 중이었다. 토머스는 벤저민은 연쇄 살인범이 아니고 오히려 연쇄 살인범들을 처리해온 것이라고 주장하지만, 동료 요원 프랜과 상사들은 이를 믿지 않는다. 토머스 역시 벤저민처럼 천리안 능력을 나타내기 시작한다.
벤저민은 냉동 트럭을 몰고 다니며 미국 전역에서 아동들을 납치해 본인의 목장에서 살해해온 서스펙트 제로를 끝내 추격해 돌로 내리쳐 죽인다. 벤저민은 토머스가 자신처럼 선택 받았으며 또한 저주 받은 자라고 말하며 자신을 죽여 편안하게 해달라고 애원한다. 토머스가 거절하자 벤저민은 그를 공격하는 척 해서 프랜에게 사살 당하고, 본인이 예지했던 대로 소용돌이 모양으로 놓인 돌멩이들 위로 쓰러진다.

## 출연
- 에런 엑하트 - 토머스 매컬웨이 역
- 벤 킹즐리 - 벤저민 오라이언 역
- 캐리앤 모스 - 프랜 쿨록 역
- 케빈 체임벌린 - 해럴드 스펙 역
- 해리 레닉스 - 리치 찰턴 역
- 로버트 타운 - 데이츠 교수 역
- 윌리엄 메이포서
- 프랭크 콜리슨

## 기타 제작진
- 공동 제작: 레스터 버먼
- 배역: 데버라 어퀼라, 트리샤 우드
- 미술: 아이다 랜덤
- 의상: 메리 클레어 해넌, 리즈 울프